# Modest Mussorgsky
Modest Petrovich Mussorgsky (1839-1881) là nhà soạn nhạc nổi tiếng người Nga. Ông là một trong năm thành viên của nhóm Hùng mạnh. Có thể nói ông cùng với Nikolay Rimsky-Korsakov là hai người nổi tiếng nhất của nhóm và sự nổi tiếng của họ có lẽ chỉ đứng sau Pyotr Ilyich Tchaikovsky.

## Cuộc đời và sự nghiệp
Modest Musssorgsky sinh ra tại Karevo, Pskov trong một gia đình quý tộc. Năm lên 4, Mussorgsky bắt đầu học đàn piano với chính mẹ mình và lên 9 tuổi thì cậu bé đã có thể biểu diễn các tác phẩm dành cho piano của nhà soạn nhạc Hungary Franz Liszt. Khi đã 10 tuổi, Mussorgsky đến Sankt Peterburg thi vào trường sĩ quan cận vệ. Tuy vậy ông không quên dành tình cảm cho âm nhạc: vẫn học piano và say mê âm nhạc. Đến tuổi thứ 18, nhà soạn nhạc trẻ người Nga đã gặp Mily Balakirev, người hơn Mussorgsky có 2 tuổi và ngay năm sau, 1858, Mussorgsky đã bỏ dở sự nghiệp sĩ quan cận vệ đê chuyên tâm vào can đường mà ông yêu thích-âm nhạc. Bốn năm sau sự kiện mang tính bước ngoặt cuộc đời ấy. Mussorgsky đã tham gia vào nhóm Hùng mạnh. Ông là con người biết tìm tòi, sáng tạo, kiên trì tự học và trở thành tài năng lớn của nhóm. Năm 1881, ông qua đời tại Sankt Peterburg khi mới hơn 40 tuổi và đang là nhà soạn nhạc trứ danh. Điều này đã khiến cho không ít tác phẩm của ông dang dở như vở opera Salammbô, tác phẩm được sáng tác từ năm 1863 đến năm 1866 hay vở opera Đám cưới, tác phẩm được sáng tác năm 1868 mới chỉ hoàn thành 1 màn, sau được Mikhail Ippolitov-Ivanov hoàn thành vào 63 năm sau hoặc vở Khovanshchina, một vở nhạc kịch mang tính lịch sử Nga được sáng tác vào năm 1873 mà cuối cùng màn 5 chưa hoàn thành và vở Hội chợ Soronchintsy, tác phẩm được sáng tác vào 1874-1880, cũng bị bỏ dở.

## Phong cách sáng tác
Modest Mussorgsky là một trong những nhà soạn nhạc xuất sắc của nhóm Hùng mạnh, có nhiều cách tân táo bạo, độc đáo, bút pháp có ảnh hưởng lớn tới chủ nghĩa ấn tượng sau này. Ông là nhà soạn nhạc hiện thực hàng đầu của Nga vì ông đã nêu bật được mâu thuẫn chính trong xã hội Nga hoàng là mâu thuẫn giữa giai cấp địa chủ và nông nô sự phản kháng rất dữ dội của nhân dân chống lại những chính sách mang tính phản động và hời hợt của nhà vua. Ông sử dụng đề tài lịch sử rất xuất sắc để xây dựng các sáng tác mang chất hiện đại. Âm nhạc của ông độc đáo, chân thực, kết hợp hoàn hảo tính biểu cảm và tính tạo hình, khơi sâu tâm lý con người, tổng hợp cơ sở tiếng nói và ca hát, khước từ những hình thức truyền thống, những sơ đồ khô cứng để thêm chất thực của cuộc sống. Rõ ràng Mussorgsky có ảnh hưởng không nhỏ tới âm nhạc Nga và thế giới. Sau đây xin nói đôi nét về các tác phẩm tiêu biểu nhất của ông:
- Vở opera Salammbô tuy dở dang nhưng không có nghĩa là không hay. Tác phẩm này thể hiện rõ sự ưa chuộng chất phương Đông của tiểu thuyết cùng tên của nhà văn Flaubert của nhà soạn nhạc này.
- Bản giao hưởng-tranh Đêm trên Núi Trọc thể hiện sự cách tân rất táo bạo của Mussorgsky về ngôn ngữ âm nhạc. Đây là tác phẩm được sang tác vào năm 1867. Mạnh mẽ, khủng khiếp, thể hiện một ban đêm đáng sợ với cơn bão tuyết trắng ở trên một đỉnh núi, đó là tất cả những điều chúng ta có thể nói về nó. Chính vì sự cách tân nói trên mà Barakirev đã không chịu dàn dựng tác phẩm tuyệt vời này.
- Tổ khúc piano Những bức tranh tại một phòng triển lãm là một tác phẩm hoàn thiện của Mussorgsky, được sáng tác vào năm 1874. Tác phẩm này đã được chuyển soạn cho dàn nhạc giao hưởng. Nghiêm trang, tinh tế, thể hiện rõ sự tĩnh lặng của phòng triển lãm và những vẻ đẹp của những bức tranh, tổ khúc này cùng với Đêm trên Núi Trọc xứng đáng là 2 tác phẩm được người ta biết tới nhiều nhất của Mussorgsky.

## Các tác phẩm
Ngoài những tác phẩm được đề cập trên đây, chúng ta còn phải kể thới vở opera Boris Godonov (1868-1869, sau được sửa lại vào các 1871-1873); những khúc nhạc cho piano trong đó có 67 romance và ca khúc, bao gồm cả tổ khúc thanh nhạc Nhi đồng (1868-1878), Không có mặt trời (1874), Những bài ca và điệu nhảy của thần chết (1875-1877), bản ballad Bị lãng quên, nhạc cho vở kịch nói Vua Edipe của Sophocle.